# Leopold von Ranke
Leopold von Ranke (Wiehe, Electorado de Sajonia, 21 de diciembre de 1795-Berlín, Imperio alemán, 23 de mayo de 1886) fue un historiador alemán del siglo xix, fundador y máximo exponente del historicismo alemán. Basó su obra en la investigación de archivos y la crítica de fuentes documentales, acorde a un método histórico que contribuyó a estandarizar y extender por todo Occidente. Introdujo en las universidades la práctica del seminario histórico, que se hizo extensiva a raíz de su trabajo al resto de los estados alemanes. 
Ranke ejerció una gran influencia en la historiografía occidental y se le considera un símbolo de la calidad de los estudios históricos alemanes del siglo XIX, inscritos en la corriente del historicismo. Influido por Barthold Georg Niebuhr, tenía mucho talento para construir narraciones sin sobrepasar los límites de la evidencia histórica, guiado por su máxima de "no juzgar los acontecimientos, sino contar exactamente lo que sucedió". Esto para evitar la incursión en especulaciones anacrónicas y sin evidencia que él atribuía a la historia de raíz más literarias o filosóficas. Sin embargo, sus críticos han señalado la influencia del luteranismo a la hora de guiar su obra, especialmente su creencia en que las acciones de Dios se manifestaban en las vidas de los hombres y en la historia, un punto de vista que dio forma a sus ideas de que el Imperio alemán era una manifestación de la intención de Dios.
Según Caroline Hoefferle, "Ranke fue probablemente el historiador más importante que dio forma a [la] profesión histórica tal como surgió en Europa y Estados Unidos a finales del siglo XIX".

## Biografía
Leopold von Ranke nació en Wiehe, entonces reino de Prusia, hoy en el estado federado de Turingia, Alemania. Ranke fue educado en casa y en el Instituto de Schulpforta. Aún siendo un niño demostró un fuerte interés en las culturas clásicas, lo que lo llevó a perfeccionar el griego y el latín. 
En 1814, Ranke se matricula en la Universidad de Leipzig, donde se concentró en Estudios Clásicos y Teología, influenciado fuertemente por la Iglesia luterana. En Leipzig, se convierte en experto en filología y comienza a traducir textos de autores clásicos del latín. Como estudiante, los autores favoritos de Ranke eran Tucídides, Livio, Dionisio de Halicarnaso, Johann Wolfgang von Goethe, Barthold Georg Niebuhr, Immanuel Kant, Johann Gottlieb Fichte, Friedrich Schelling y Friedrich Schlegel. Ranke mostró poco interés en el trabajo de la historia moderna debido a su insatisfacción con lo que consideraba libros de historia que eran simplemente una colección de hechos agrupados por historiadores modernos.
Entre 1817 y 1825, Ranke trabajó como maestro de escuela enseñando clásicos en el Friedrichs Gymnasium en Fráncfort del Óder. Durante este tiempo, se interesó en la historia, en parte por su deseo de involucrarse en el campo en desarrollo de una historia más profesionalizada y en parte debido al deseo de encontrar la mano de Dios en el funcionamiento de la historia.

## Historiografía

### Influencia de Walter Scott
Las circunstancias que le llevan a la Historia son personales. Se despierta su interés por las novelas históricas de Walter Scott, inventor de este género. Scott escribe Waverley en 1814, al final de las Guerras Napoleónicas. La historia en esta obra no es el telón de fondo, sino la protagonista. El novelista intenta recrear el pasado, reconstruyendo el conflicto entre ingleses y escoceses. Este género caló mucho y fue imitado, teniendo muchos éxitos. Ranke lee estas novelas y se queda fascinado, y se le ocurre leer cosas del pasado real para saber si el pasado era realmente así, descubriéndolo para sí aún más fascinante.

### Influencia de Niebuhr
La obra de Barthold Georg Niebuhr (1776-1831) inspiró a Ranke, puesto que fue el inventor de lo que Ranke hizo posteriormente. Llevó a cabo la reforma agraria en Prusia, ya que este país se encontraba en un sistema feudal y él lo condujo hasta una modernización. Niebuhr es el encargado de realizarla, y para su solución se interesa por la historia e intenta averiguar cómo se llevó a cabo la reforma agraria romana, para luego aplicarla a la suya. También analiza las reformas, por lo que acude a los historiadores romanos (Tito Livio), llegando a la conclusión de que este método no era fiable, por lo que estudia los documentos contemporáneos, aplicándoles el método filológico. 
Como consecuencia de este estudio Rangel escribe una historia romana, en la que lo primero que intenta es reconstruir lo que ocurrió basándose en documentos de la época, pero, aunque no poseía las mismas cualidades historiográficas que Niebuhr, su labor inaugura el método que Ranke va a llevar a su máximo esplendor en fechas posteriores.

### Historia historicista

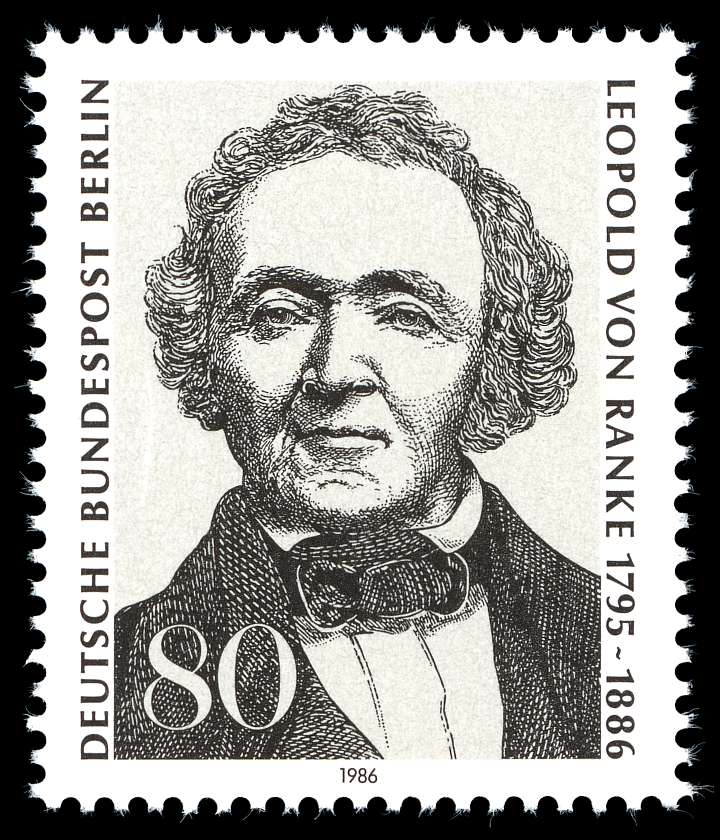
Sello postal alemán de 1986

En 1824 Ranke publica Historia de los pueblos latinos y germánicos (1494-1514). Este es el primer libro del tipo de historia historicista, y va a incluir el programa ideológico de esa nueva historia. El contenido analiza un conflicto entre la monarquía francesa y la española por los territorios de Italia; la tesis de Ranke es que Europa surge como el conflicto entre los pueblos románicos y los germánicos. 
Lo importante del libro es el método, el enfoque que da al asunto. Por eso publica un "Apéndice" donde expone sus métodos, a la vez que critica a los autores anteriores que habían escrito sobre esa historia, por ejemplo, a Francesco Guicciardini, quien en su Historia de Florencia hace algo insostenible, que es recurrir a la novela, ya que Ranke cree que hay que acudir a los documentos para saber con seguridad lo que había ocurrido (Ranke se funda para este libro en los informes de los embajadores venecianos). 
Ranke obtiene un reconocimiento inmediato y es nombrado para ocupar la cátedra de la universidad de Berlín. Se le considera como el gran maestro de la Historia de Alemania y servirá como punto de referencia para todo el mundo; sus obras completas abarcan 54 volúmenes y en ellas habla de la historia de Prusia, de Inglaterra y de los papas, pero no escribe una historia universal. Ranke lleva a cabo una enseñanza partiendo del método de los seminarios, en los que adoctrina historiadores que trabajan codo con codo bajo la supervisión de Ranke. Para la mentalidad epistemológica de la época, Alemania era un centro obligado de formación histórica.

### Postulados de Ranke
No debe existir una teoría histórica, con esquemas previos que imponga sobre el pasado, como se hacía anteriormente. Ranke dice "que sea el pasado el que hable, el historiador no tiene boca". Así el historiador debe de extinguir su yo y convertirse en un espejo de las cosas para así poder ver los acontecimientos como realmente fueron. Pone de manifiesto un método: el filológico, que consiste en el recurso a los documentos. 
Su historia tiene un componente religioso. Ranke fue un hombre al que le interesaba la historia porque creía que era un vehículo para encontrar a Dios (consideraba que tenía una presencia en la historia a la manera cristiana, que diera sentido a esta), entendiéndose como padre de la historiografía científica.

## Obra
Cuando publicó sus primeras obras no se entendían al principio sus postulados sobre la objetividad histórica, por lo que fue atacado por otros historiadores como Heinrich Leo. Heinrich von Treitschke y otros historiadores de la Escuela prusiana lamentaban que la objetividad de von Ranke no hacía sentir al lector de qué lado está el narrador.
Ranke puso énfasis en la narración histórica, introduciendo ideas como la confianza en fuentes primarias, un énfasis en la historia narrativa y especialmente política e internacional (Aussenpolitik), y un compromiso para escribir historia "como realmente fue" (wie es eigentlich gewesen ist). 
Empezando con su primer libro, la Historia de los pueblos latinos y germánicos de 1494 a 1514, Ranke hizo un uso extraordinariamente amplio de fuentes para un historiador de la época, incluyendo "memorias, diarios, cartas, las expediciones diplomáticas y de testimonios de primera mano de testigos oculares". En este sentido se apoyó en las tradiciones de Filología, pero dio énfasis a documentos mundanos en lugar de la literatura vieja y exótica. 
Entre 1834 y 1836 publica Historia de los Papas, un valioso estudio de los pontífices del catolicismo y sus representantes en la Edad Moderna, desde el siglo XV a la primera mitad del XIX. Considerada en extremo crítica y sustancialmente escéptica, fue contestada ampliamente desde la historiografía católica del momento, en especial por el historiador Ludwig von Pastor y su monumental Historia de los Papas desde fines de la Edad Media.

## Metodología y crítica
En la base de su método, Ranke no creía que las teorías generales pudieran atravesar el tiempo y el espacio. En su lugar, hacía afirmaciones sobre la época utilizando citas de fuentes primarias, diciendo: "Lo que yo entiendo por 'ideas rectoras' es simplemente que son las tendencias dominantes en cada siglo. Sin embargo, estas tendencias sólo pueden describirse; no pueden, en última instancia, resumirse en un concepto". Ranke se opuso a la filosofía de la historia, en particular tal como la practicaba Hegel, alegando que éste ignoraba el papel de la agencia humana en la historia, que era demasiado esencial para ser "caracterizada a través de una sola idea o una sola palabra" o "circunscrita por un concepto". Esta falta de énfasis en teorías o temas unificadores llevó a Rudolf Haym a denigrar sus ideas como "el sinsentido del empirista".[cita requerida] En el siglo XIX, la obra de Ranke fue muy popular y sus ideas sobre la práctica histórica se fueron imponiendo en la historiografía occidental. Sin embargo, tuvo críticos entre sus contemporáneos, entre ellos Karl Marx, un antiguo hegeliano, que sugirió que Ranke incurría en algunas de las prácticas que criticaba en otros historiadores.
Ranke comenzó su primer libro afirmando en la introducción que mostraría la unidad de las experiencias de las naciones "teutónicas" de Escandinavia, Inglaterra y Alemania y las naciones "latinas" de Italia, España y Francia a través de las grandes "respiraciones" del Völkerwanderung (gran migración), las Cruzadas y la colonización que, en opinión de Ranke, unieron a todas las naciones para producir la civilización europea moderna. A pesar de su afirmación inicial, Ranke trató en gran medida todas las naciones examinadas por separado hasta el estallido de las guerras por el control de Italia a partir de 1494. Sin embargo, el libro es más recordado por el comentario de Ranke: "A la historia se le ha asignado el oficio de juzgar el pasado, de instruir el presente en beneficio de las edades futuras. A tan altos cargos no aspira esta obra: sólo quiere mostrar lo que realmente sucedió ('wie es eigentlich gewesen ist)". La afirmación de Ranke de que la historia debería adoptar el principio de wie es eigentlich gewesen ist (que significa cómo fueron las cosas en realidad) fue adoptada posteriormente por muchos historiadores como principio rector. Se ha debatido mucho sobre el significado exacto de esta frase. Algunos[¿quién?] han argumentado que adherirse al principio de wie es eigentlich gewesen ist significa que el historiador debe documentar los hechos, pero no ofrecer ninguna interpretación de los mismos. Siguiendo a Georg Iggers, Peter Novick ha argumentado que Ranke, que era más romántico e idealista de lo que sus contemporáneos estadounidenses entendían, quería decir en cambio que el historiador debe descubrir los hechos y encontrar las esencias que hay detrás de ellos. Según este punto de vista, la palabra eigentlich debería traducirse como esencialmente, siendo entonces el objetivo mostrar lo que ocurrió esencialmente. Ranke llegó a escribir que el historiador debe buscar el "Santo jeroglífico" que es la mano de Dios en la historia, manteniendo un "ojo para lo universal" mientras se complace "en lo particular".
Si bien los métodos de Ranke siguen siendo influyentes en la práctica de la historia, sus ideas más amplias de historiografía y empirismo son consideradas ahora por algunos como anticuadas y ya no creíbles. Se mantuvieron entre los historiadores hasta mediados del siglo XX, cuando fueron cuestionadas por E. H. Carr y Fernand Braudel. Carr se opuso a las ideas empiristas de Ranke, tachándolas de ingenuas, aburridas y anticuadas, y afirmó que los historiadores no se limitaban a relatar hechos, sino que elegían los hechos que utilizaban. El enfoque de Braudel se basaba en el histoire problème.[cita requerida] Remarcando el legado del dictum de Ranke de que los historiadores deben representar el pasado wie es eigentlich gewesen ist ("como realmente sucedió"), Walter Benjamin escribió mordazmente que representaba "el narcótico más fuerte del siglo [XIX]".

## Obras
- The Ottoman and the Spanish Empires, in the Sixteenth and Seventeenth Centuries, Whittaker & Co., 1843.
- Memoirs of the House of Brandenburg and History of Prussia During the Seventeenth and Eighteenth Centuries, Vol. 2, Vol. 3, John Murray, 1849.
- Civil Wars and Monarchy in France, in the Sixteenth and Seventeenth Centuries, Richard Bentley, 1852.
- The History of Servia and the Servian Revolution, Henry G. Bohn, 1853.
- History of England Principally in the Seventeenth Century, Volume Two, Volume Three, Volume Four, Volume Five, Volume Six, Oxford: At the Clarendon Press, 1875.[15]
- Universal History: The Oldest Historical Group of Nations and the Greeks, Charles Scribner's Sons, 1884.
- History of the Popes: Their Church and State, Vol. 2, Vol. 3, P. F. Collier & Son, 1901. (Translated by Sarah Austin); first translation by Eliza Foster in 1847-48.
- History of the Reformation in Germany, George Routledge & Sons, 1905.
- History of the Latin and Teutonic Nations, 1494–1514, George Bell & Sons, 1909.
- The Secret of World History: Selected Writings on the Art and Science of History, Roger Wines, ed., Fordham University Press, 1981.